# Färöische Fußballmeisterschaft 1966
Die Färöische Fußballmeisterschaft 1966 wurde in der Meistaradeildin genannten ersten färöischen Liga ausgetragen und war insgesamt die 24. Saison. Sie startete am 8. Mai 1966 und endete am 21. August 1966.
VB Vágur kehrte nach sechs Jahren in die höchste Spielklasse zurück. Meister wurde KÍ Klaksvík, die den Titel somit zum zehnten Mal erringen konnten. Titelverteidiger HB Tórshavn landete auf dem zweiten Platz.
Im Vergleich zur Vorsaison verbesserte sich die Torquote auf 5,00 pro Spiel, was den höchsten Schnitt seit 1958 bedeutete. Den höchsten Sieg erzielte HB Tórshavn mit einem 9:0 im Heimspiel gegen VB Vágur, was zugleich das torreichste Spiel darstellte.

## Modus
In der Meistaradeildin spielte jede Mannschaft nun an acht Spieltagen jeweils zwei Mal gegen jede andere. Die punktbeste Mannschaft zu Saisonende stand als Meister dieser Liga fest, eine Abstiegsregelung gab es nicht.

## Saisonverlauf
KÍ Klaksvík gewann die ersten drei Spiele, danach wurde das Auswärtsspiel gegen B36 Tórshavn mit 0:1 verloren, was die einzige Niederlage blieb. Da B36 dagegen in beiden Spielen gegen HB Tórshavn unterlag, war HB der stärkste Konkurrent. Im Heimspiel konnte sich KÍ mit 2:1 durchsetzen und baute die Führung durch die 0:2-Auswärtsniederlage von HB gegen TB Tvøroyri aus. Am letzten Spieltag kam es zum direkten Duell, bei dem KÍ Klaksvík mit 4:2 die Oberhand behielt, somit stand die Meisterschaft für KÍ fest.

## Abschlusstabelle
| Pl. | Verein           | Sp. | S | U | N | Tore    | Quote | Punkte |
| --- | ---------------- | --- | - | - | - | ------- | ----- | ------ |
| 1.  | KÍ Klaksvík      | 8   | 7 | 0 | 1 | 032:800 | 4,00  | 14:20  |
| 2.  | HB Tórshavn (M)  | 8   | 5 | 0 | 3 | 034:100 | 3,40  | 10:60  |
| 3.  | B36 Tórshavn (P) | 8   | 4 | 1 | 3 | 015:180 | 0,83  | 09:70  |
| 4.  | TB Tvøroyri      | 8   | 3 | 0 | 5 | 015:260 | 0,58  | 06:10  |
| 5.  | VB Vágur (N)     | 8   | 0 | 1 | 7 | 008:420 | 0,19  | 01:15  |

Platzierungskriterien: 1. Punkte – 2. Torquotient
| (M) | Meister 1965     |
| (P) | Pokalsieger 1965 |
| (N) | Neuaufsteiger    |

## Spiele und Ergebnisse
|              | B36 | HB    | KÍ  | TB  | VB  |
| ------------ | --- | ----- | --- | --- | --- |
| B36 Tórshavn |     | 0:2   | 1:0 | 3:2 | 2:1 |
| HB Tórshavn  | 3:2 |       | 2:4 | 8:0 | 9:0 |
| KÍ Klaksvík  | 7:0 | 2:1   |     | 5:0 | 6:1 |
| TB Tvøroyri  | 1:5 | 2:0   | 1:3 |     | 6:0 |
| VB Vágur     | 2:2 | -:- 1 | 2:5 | 2:3 |     |

## Spielstätten
| Mannschaft   | Stadion        | Spielort |
| ------------ | -------------- | -------- |
| B36 Tórshavn | Gundadalur     | Tórshavn |
| HB Tórshavn  | Gundadalur     | Tórshavn |
| KÍ Klaksvík  | Við Djúpumýrar | Klaksvík |
| TB Tvøroyri  | Sevmýri        | Tvøroyri |
| VB Vágur     | Á Eiðinum      | Vágur    |

## Nationaler Pokal
Im Landespokal gewann KÍ Klaksvík mit 4:2 gegen HB Tórshavn und erreichte dadurch das Double.